# Trennfeld
Trennfeld ist ein Gemeindeteil des Marktes Triefenstein im unterfränkischen Landkreis Main-Spessart in Bayern und eine Gemarkung.

## Geographie

### Lage
Das Pfarrdorf Trennfeld liegt zwischen Marktheidenfeld und Wertheim am rechten Ufer des Mains. Der topographisch höchste Punkt der Gemarkung befindet sich auf 263,8 m ü. NHN (Lage) am Roten Rainberg, der niedrigste liegt im Main auf 138 m ü. NHN (Lage). Durch das Gemarkungsgebiet, auf dem sich das Kloster Triefenstein und die abgegangene Burg Neuenburg befinden, verläuft die Bundesautobahn 3 und führt über die Mainbrücke Bettingen nach Baden-Württemberg. Am Mainufer ist das südwestliche Ende der Zellinger Mulde zu finden.

### Nachbargemarkungen
Nachbargemarkungen im Uhrzeigersinn im Norden beginnend sind Altfeld, Glasofen, Marktheidenfeld, Lengfurt, Homburg am Main, Bettingen, Kreuzwertheim, Unterwittbach und Rettersheim.

### Gewässer

#### Klostersee Trennfeld
Der Klostersee entstand 1972 bis 1975 durch Kiesentnahme. Die Wasserfläche beträgt etwa 76.000 m², die Uferlänge ca. 1700 Meter, die Wassertiefe bis zu fünf Meter.
Die ehemalige Kiesgrube ist ein Refugium für Angler und für ihren reichen Bestand an äußerst großen Welsen bekannt. Aus Anglerkreisen hört man seit einigen Jahren, dass ein über 2,50 Meter großes Exemplar sich im See aufhalte. Im Mai 2009 wurde der Fang des Fisches verkündet, später musste man jedoch eingestehen, dass es sich offenbar nur um einen „kleinen Bruder“ gehandelt hatte.

#### Bäche
Auf dem Gemarkungsgebiet münden der Altfelder Graben und der Klingelsbachgraben im Norden sowie der Weidbach und der Hartsgraben im Süden in den Main. Außerdem fließen der Eichenfürster Bach im Norden und der Wittbach im Westen durch die Gemarkung.

## Geschichte
Erstnennung von Trennfeld im Jahr 1017. Kaiser Heinrich II. schenkt das Dorf Trennfeld dem Bistum Würzburg.
Trennfeld wurde 1818 durch das Zweite Gemeindeedikt eine eigenständige Gemeinde im Herrschaftsgericht Triefenstein.
Im Jahre 1821 kam Trennfeld durch die Eingliederung des Herrschaftsgerichts Triefenstein in das Herrschaftsgericht Kreuzwertheim, aus dem am 1. Oktober 1848 die königliche Gerichts- und Polizeibehörde Kreuzwertheim hervorging und 1853 das Landgericht Stadtprozelten entstand.
Im Jahre 1862 wurde das Bezirksamt Marktheidenfeld gebildet, auf dessen Verwaltungsgebiet Trennfeld als Gemeinde im Landgericht Stadtprozelten lag. 1939 wurde wie überall im Deutschen Reich die Bezeichnung Landkreis eingeführt. Trennfeld war nun eine der 47 Gemeinden im Landkreis Marktheidenfeld (Kfz-Kennzeichen MAR). Mit Auflösung des Landkreises Marktheidenfeld im Jahre 1972 während der Gebietsreform in Bayern kam Trennfeld in den neu gebildeten Landkreis Main-Spessart (Kfz-Kennzeichen KAR, ab 1979 MSP).
Am 31. Dezember 1977 hatte Trennfeld eine Fläche von 9,58 km². Am 1. Mai 1978 wurde Trennfeld im Zuge der Gebietsreform in Bayern in die neu gebildete Gemeinde Triefenstein eingegliedert. Trennfeld hatte am 31. Dezember 2017 eine Einwohnerzahl von 1107.

### Etymologie des Ortsnamens
Ursprünglich war der Name des Ortes „Trieffenvelt'“. Dieser kommt vom sogenannten triefenden Stein, einer Quelle neben dem Kloster Triefenstein. Im Laufe der Zeit entwickelte sich der heutige Name Trennfeld, oder von nassen Feldern.

## Religion
Trennfeld ist katholisch geprägt. Seit 1590 besteht die heutige Kirche St. Georg (Dekanat Lohr). Durch Einheirat und Zuzug, besonders nach der Wiedervereinigung, leben hier einige Protestanten, die der Pfarrgemeinde Kreuzwertheim (Evangelisch-Lutherisches Dekanat Aschaffenburg) angehören.

## Baudenkmäler
Eine Liste aller Baudenkmäler in Trennfeld findet sich unter 

## Wirtschaft und Infrastruktur
Die Bahnstrecke Lohr–Wertheim führte von 1881 bis 1991 durch Trennfeld. Seit 1954 ist Trennfeld auch über die Mainbrücke Lengfurt, deren Vorgängerbau von 1904 bis 1945 stand, erreichbar. Das zum Laufwasserkraftwerk Lengfurt gehörenden Maschinenhaus ist seit 1940 auf dem Gemarkungsgebiet in Betrieb. 1964 errichtete Koenig & Bauer in Trennfeld das Werk III. Das Werk wurde 2015 an das Druckhaus Mainfranken verkauft und wird von Flyeralarm genutzt.